# Tomaška vas
Tomaška vas je naselje v Mestni občini Slovenj Gradec.